# Jamal Lasri
Jamal Lasri, in arabo جمال العسري‎? (Casablanca, 6 settembre 1973), è un chimico marocchino naturalizzato portoghese.
Ha ottenuto la laurea in scienze chimiche presso l'Università Hassan II di Casablanca (Marocco) (1997). In seguito si è trasferito in Spagna per realizzare i suoi studi di dottorato presso la Facoltà di Farmacia dell'Università di Valencia, sotto la supervisione del Prof. José Sepúlveda-Arques. La sua tesi dottorale si è basata sulla sintesi di derivati del pirido[3,2-d]pirimidina-2,4-dione, sullo studio di nuove vie sintetiche di diverse N-tosilguanidina per apertura dell'anello dell'1,2-diidro-2-tosiliminopirimidina, e della reazione di transamidazione intermolecolare del N-carbamoilmetil-N'-tosilguanidina in presenza di ammine., Ha ottenuto il titolo di dottore in chimica organica per l'Università di Valencia (Spagna) nel 2004 con il massimo dei voti.

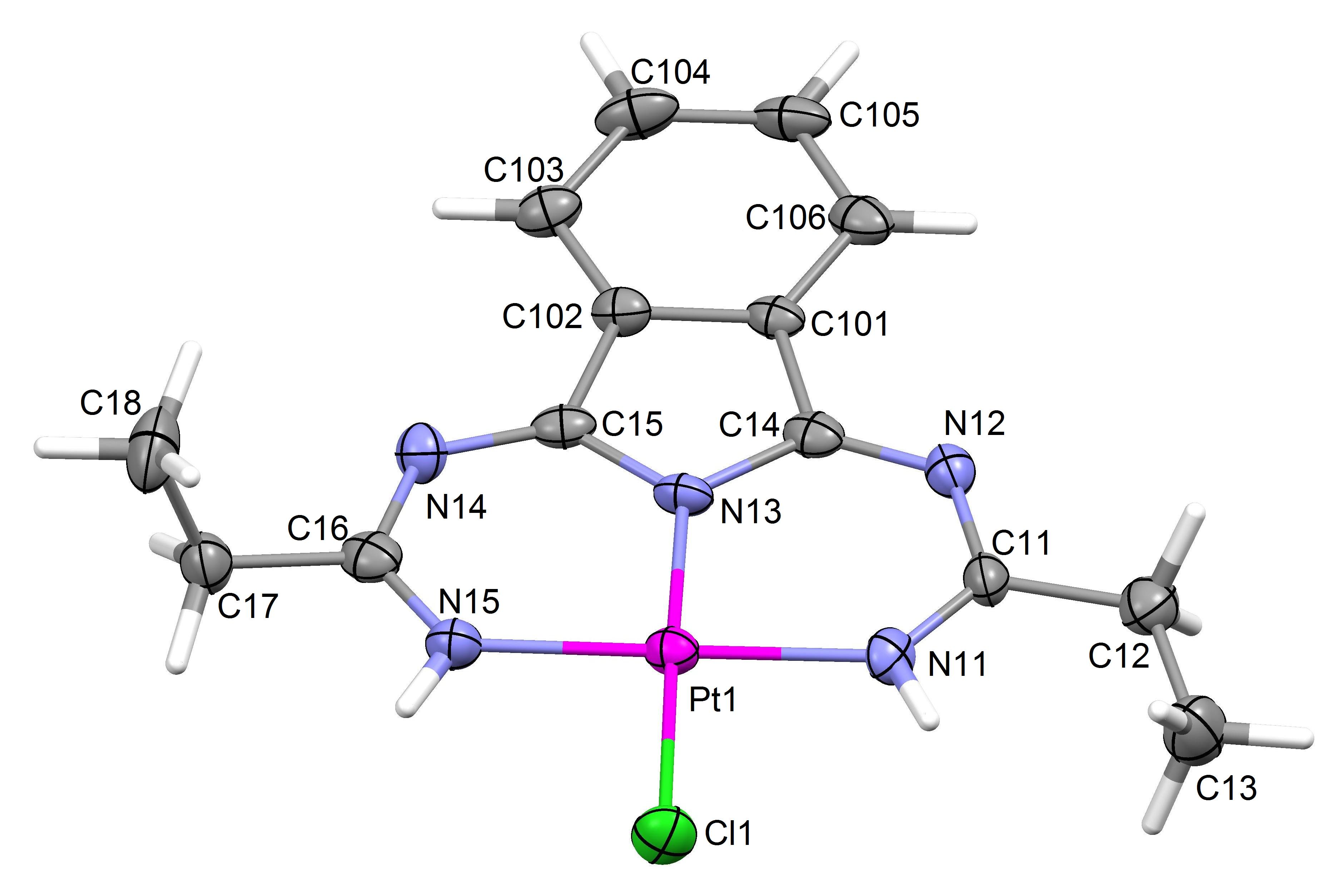
Crystal structure of one of the molecules of (1,3,5,7,9-pentaazanona-1,3,6,8-tetraenato) platinum(II) complex reported by Jamal Lasri et al. in Inorg. Chem. 2012, 51, 10774.

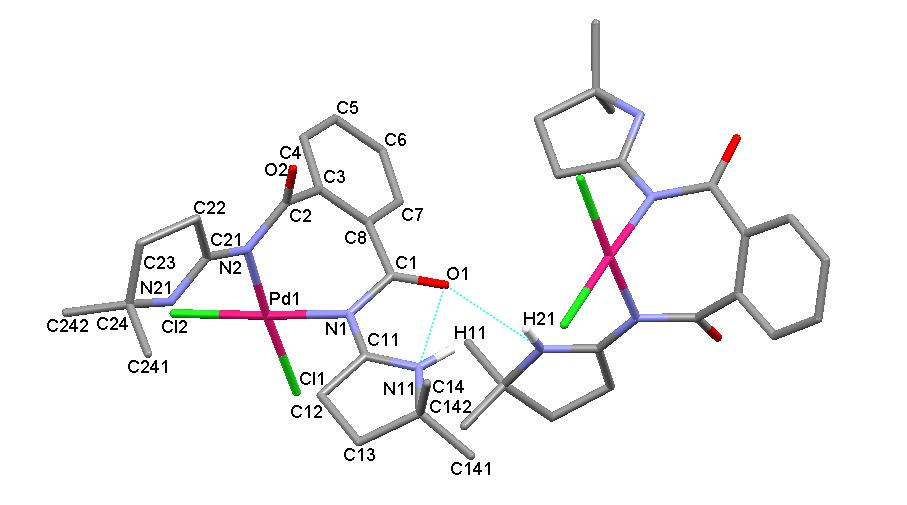
Partial stick representation of the crystal packing diagram of bis-(pyrrolidin-2-ylidene)-phthalamide palladium(II) complex reported by Jamal Lasri et al. in Chem. -Eur. J. 2008, 14, 9312.

## Carriera accademica
In settembre 2004, iniziò un post-dottorato finanziato con una borsa di studio della Fondazione Bancaja – Caja Castellón nel gruppo del Prof. Santiago Vicente Luis Lafuente presso l'Università Jaime I di Castellón (Spagna). Il suo lavoro nel gruppo si basò principalmente nel disegno e sintesi di nuovi sistemi polimerici di rame contenenti un legante bis(ossazolina) e la sua applicazione come catalizzatore eterogeneo in reazioni di ciclopropanazione di alcheni.
In maggio del 2005, si trasferì in Portogallo per lavorare come ricercatore post-dottorale presso l'Instituto Superior Técnico – Università Tecnica di Lisbona (Portogallo), grazie a una borsa di studio finanziata per la Fundação para a Ciência e a Tecnologia (durata totale: 3 anni).
In gennaio del 2008, fu nominato ricercatore indipendente (programma Ciência 2007) nell'Instituto Superior Técnico di Lisbona.
In settembre 2013, si trasferì in Arabia Saudita per lavorare come professore associato presso l'King Abdulaziz University – Gedda (Arabia Saudita).
Da giugno 2015, è professore di chimica organica e responsabile del laboratorio di risonanza magnetica nucleare. La sua ricerca attuale è basata nella sintesi di complessi metallici eterociclici (attraverso cicloaddizione [2+3]),,, reazioni assistite per microonde, reazioni di accoppiamento C-C in acqua o in CO2 supercritico, ossidazione di alcoli, e alcani.,
Il Prof. Lasri ha pubblicato un numero considerevole di articoli in riviste scientifiche con un elevato fattore di impatto e patenti, e ha partecipato anche in vari progetti nazionali e europei. È anche Referee di varie riviste scientifiche come Organometallics, Molecules, Inorganica Chimica Acta, Journal of Heterocyclic Chemistry, Central European Journal of Chemistry, Letters in Organic Chemistry, Journal of Organometallic Chemistry e Inorganic Chemistry.